# Мойя, Мигель Анхель
Миге́ль А́нхель Мойя́ Ру́мбо (исп. Miguel Ángel Moyá Rumbo; 2 апреля 1984, Бинисалем) — испанский футболист, игравший на позиции вратаря. Чемпион юношеского чемпионата Европы (до 19) 2002 года.

## Клубная карьера
Воспитанник клуба «Мальорка», дебютировал в основной команде в 2004 году, в первом же сезоне проведя за команду 32 игры. Удачного продолжения столь рано начавшейся профессиональной карьеры, однако, не последовало: с 2007 года футболиста стали преследовать травмы, позволившие ему сыграть в последнем сезоне за «Мальорку» всего 13 матчей.
В июне 2009 года подписал контракт с «Валенсией», дебютировав за свой новый клуб в стартовом матче сезона 2009/10, в котором «Валенсия» обыграла на своём поле «Севилью» со счётом 2:0.
2 года спустя голкипер, не сумевший за время пребывания в «Валенсии» составить достойную конкуренцию Сесару, а позже — Висенте Гуайте, оставил клуб, перейдя — на правах аренды — в «Хетафе». По окончании сезона «Хетафе» выкупил трансфер голкипера.
В июле 2014 года перешёл в «Атлетико».
В феврале 2018 года перешёл в Реал Сосьедад. Однако, так как он сыграл за Атлетико в Лиге Европы, то стал победителем Лиги Европы вместе с бывшей командой.

## Карьера в сборной
Мигель Анхель Мойя играл за юношеские и молодёжные сборные Испании всех возрастов. В составе юношеской сборной (до 19 лет) стал чемпионом Европы в 2002 году. В составе молодёжной сборной участвовал в квалификационном турнире чемпионата Европы 2007 года, где сборная Испании уступила в финале команде Италии.

## Достижения
«Валенсия»
- 3-е место в чемпионате Испании: 2009/10

«Атлетико Мадрид»
- Обладатель Суперкубка Испании: 2014
- Финалист Лиги чемпионов: 2015/16
- Чемпион Лиги Европы: 2017/2018

«Реал Сосьедад»
- Обладатель Кубка Испании: 2019/20

Сборная Испании
- Чемпион Европы (до 19 лет): 2002